# Kilian Nauhaus
Kilian Nauhaus (* 14. Juli 1960 in Halle (Saale)) ist ein deutscher Kirchenmusiker und Autor.

## Leben und Wirken
Kilian Nauhaus ist ein Sohn des Buchkünstlers Wilhelm Nauhaus und der Übersetzerin Barbara Cramer-Nauhaus.
Er absolvierte das Kirchliche Proseminar Naumburg und studierte von 1980 bis 1986 Kirchenmusik an der Evangelischen Kirchenmusikschule (der heutigen Evangelischen Hochschule für Kirchenmusik) in seiner Heimatstadt. Er schloss das Studium mit dem A-Examen ab. 
Es folgte eine anderthalbjährige Tätigkeit als Chorassistent und Dozent am selben Institut. Seit 1987 wirkt er an der Französischen Friedrichstadtkirche („Französischer Dom“) in Berlin-Mitte. Als Organist konzertierte er in zahlreichen Kirchen und Musikzentren ganz Deutschlands sowie in Frankreich, Italien, Norwegen, den Niederlanden, Polen, Ungarn, Russland, Weißrussland und Israel. Seine Interpretationen wurden durch Rundfunk, Fernsehen und CDs dokumentiert. Im Jahre 2010 ernannte ihn die Kirchenleitung der Evangelischen Kirche Berlin-Brandenburg-schlesische Oberlausitz zum Kirchenmusikdirektor. Seit 2022 ist Kilian Nauhaus zusätzlich zu seiner Arbeit in der Französischen Friedrichstadtkirche als Senior-Organist an der Marienkirche am Alexanderplatz tätig.
Im Jahre 2024 begann Kilian Nauhaus mit der Veröffentlichung des Genfer Psalters auf YouTube, gesungen in deutscher Sprache von der Choralschola der Französischen Kirche zu Berlin unter seiner Leitung.
Kilian Nauhaus ist auch als Autor hervorgetreten, zunächst mit diversen Aufsätzen zu musikalischen und zeitgeschichtlichen Themen, die in kirchlichen Publikationsorganen veröffentlicht wurden. Im Jahre 2013 erschien im Verlag Dohr Köln seine nacherzählende Prosafassung der vollständigen Göttlichen Komödie von Dante Alighieri. Er gibt dieses (sonst als schwer lesbar geltende) Werk so wieder, dass es ohne Anmerkungen und Kommentare auskommt und wie ein Roman gelesen werden kann. Das Düsseldorfer Schauspielhaus brachte im Juni 2018 die Göttliche Komödie in Nauhaus’ Textfassung auf die Bühne.

## Publikationen

### Tonträger
- Die Eule-Orgel im Französischen Dom zu Berlin. Kilian Nauhaus spielt Werke von Johann Sebastian Bach, Léon Boëllmann, Louis Vierne u. a. Berlin 1995.
- Videntes stellam. Chor- und Orgelmusik zu Advent und Weihnacht. Berliner Vokalkreis. Kilian Nauhaus (Orgel). Berlin 2002.
- Johann Sebastian Bach: Orgelmesse („Dritter Theil der Clavier-Übung“) für Orgel und Chor. Kilian Nauhaus (Orgel). Berliner Vokalkreis. Berlin 2006.
- Boten. Chor- und Orgelmusik von Johann Walter, Heinrich Schütz, Ernst Pepping u. a. Athesinus Consort Berlin. Kilian Nauhaus (Orgel). Offizieller Beitrag der Evangelischen Kirche in Deutschland zum Themenjahr 2012 „Reformation und Musik“.
- Orgelmusik französischer und deutscher Meister. An der Eule-Orgel des Französischen Doms Berlin: Kilian Nauhaus. JUBAL Musikproduktionen Berlin 2018.

### Buch
- Dante Alighieri: Die Göttliche Komödie. Nacherzählt von Kilian Nauhaus. Dohr, Köln 2013 (3. Auflage 2017). ISBN 978-3-86846-107-7.